# Головач (річка)
Головач (рос. Р. Головач) — річка (стариця) в Україні у Полтавському районі Полтавської області. Ліва притока річки Ворскли (басейн Дніпра).

## Опис
Довжина річки приблизно 9,18 км, найкоротша відстань між витоком і гирлом — 8,07 км, коефіцієнт звивистості річки — 1,12. Формується однією притокою та загатами. На деяких ділянках річка пересихає.

## Розташування
Витікає з річки Ворскли на північно-західній околиці села Головач. Тече переважно на південний захід через село і на південно-східній околиці села Буланове впадає в річку Ворсклу, ліву притоку Дніпра.

## Цікаві факти
- У XIX столітті річка протікала через болота Лиман[1], а у пригирловій частині річки існувала ліва притока — річка Окрень (стариця)[1].
- У XX столітті на річці існували 1 газгольдер та декілька газових свердловин[3].